# Ivan Jovanović (1978)
Ivan Jovanović (en cirílico serbio:Иван Јовановић; nacido el 1 de diciembre de 1978) es un futbolista serbio que juega como 
mediocampista en el F. K. Borac Čačak de la SuperLiga Serbia.

## Clubes
| Club                  | País                | Año              |
| --------------------- | ------------------- | ---------------- |
| F. K. Dubočica        | Serbia              | 1996 - 1997      |
| F. K. Rad Belgrado    | Serbia              | 1997 - 2002      |
| F. K. Zemun           | Serbia              | 2003             |
| F. K. Obilić          | Serbia              | 2003 - 2004      |
| O. F. K. Belgrado     | Serbia              | 2005             |
| F. K. Voždovac        | Serbia              | 2005 - 2006      |
| Shanghái Shenhua      | China               | 2005 - 2006      |
| K. S. C. Lokeren      | Bélgica             | 2007             |
| Hapoel Be'er Sheva    | Israel              | 2007             |
| F. K. Rabotnički      | Macedonia del Norte | 2008             |
| F. K. Vardar          | Macedonia del Norte | 2008 - 2009      |
| F. K. Smederevo       | Serbia              | 2009 - 2010      |
| A. E. P. Paphos F. C. | Grecia              | 2010 - 2011      |
| F. K. Borac Čačak     | Serbia              | 2011 - Presente) |